# Sodom
Sodom este o formație de thrash metal din Gelsenkirchen, Germania, formată în anul 1981.

## Istoric

### Începutul (1982-1986)
Trupa a fost formată în anul 1982 de către Tom Angelripper, înnebunit de power-trio-urile de atunci Raven, Motörhead, Venom, Tank, dar și de AC/DC, Saxon, Accept. Acesta îi recrutează pe Bloody Monster și Aggressor, cel din urmă părăsind trupa înainte de primul demo. Pe atunci Tom era încă miner, iar trupa a fost o încercare de a ieși din subteran. În 1982 trupa scoate primul demo, Witching Metal, cu Chris Witchhunter la baterie. În 1984, trupa scoate al doilea demo, Victims of Death, ultimul cu Agressor la chitară. Tot în 1984, Sodom au avut norocul să scoată primul EP numit In the Sign of Evil, cu Grave Violator la chitară. Trupa era considerată o clonă Venom (multe trupe fiind influențate de Venom în 1984). Cu toate acestea cei trei nu renunță și după plecarea lui Grave Violator, trupa îl recrutează pe Michael Wulf, cu care înregistrează albumul Obssessed by Cruelty, în anul 1986, tot în același black/thrash metal. Albumul e înregistrat de 2 ori, iar Michael Wulf părăsește pentru a cânta în trupa Kreator, unde nu va sta mult.

### Thrash Metal (1987-1991)
Frank Blackfire devine noul chitarist al trupei. El îl convinge pe Tom să renunțe la influențele Venom, pentru că scena de thrash era în ascensiune, și nemții nu erau prea interesați de black metal. De asemenea, Tom este de acord pentru că era interesat în războaie. Trupa scoate EP-ul, Expurse of Sodomy și mai târziu albumul, Persecution Mania, care o sa le aducă noi fani. În anul 1989, trupa scoate al treilea album numit, Agent Orange. După acest album, Frank Blackfire pleacă din trupă și intră în Kreator. Cu toate acestea Sodom nu renunță și scot în 1990, Better of Dead cu Michael Hoffman din Assassin.

### Experimentările (1992-1998)
Michael Hoffman nu rezistă, iar trupa îl aduce pe Andy Brings. În 1992, aceștia scot albumul, Tapping the Vein, în stilul thrash/death, ultimul cu Witchhunter la baterie. Witchhunter este dat afară din pricina alcoolismului și drogurilor (din această cauză rămânând fără 2 chitariști). În 1992, Atomic Steiff devine noul baterist Sodom. În 1994, aceștia scot albumul, Get what you deserve. Acest album era în genul thrash/crossover, stil pe care vor rămâne până în anul 1998. În 1995, Andy Brings părăsește Sodom, și e înlocuit de Strahli, cu care scot Masquerade in Blood. Acesta nu rezistă mult din cauza problemelor cu drogurile. În 1996, Bernemann și Bobby Schottkowski îi înlocuiesc pe cei doi. În 1997, aceștia scot Til death do us unite, ultimul album experimental.

### Reîntoarcerea la thrash (1999-prezent)
În 1999, aceștia scot Code Red, care reprezintă reîntoarcerea la thrash. În 2001, aceștia scot M-16 și în 2006 albumul omonim Sodom. În 2007,  lui Tom îi vine ideea să înregistreze toate piesele din 1984, care urmau să apară pe In the Sign of Evil, dar neavând bani atunci, au scos un EP. Grave Violator și Chris Witchhunter sunt de acord, iar trupa scoate albumul în 2007. Cu toate acestea Bernemann și Bobby fac încă parte din trupă. În 2008, Chris Witchhunter moare.
În 2010, aceștia scot In War and Pieces, ultimul album cu Bobby la baterie. Tot în 2010 este înlocuit de Markus Freiwald.

## Discografie
- Obsessed by Cruelty (1986)
- Persecution Mania (1987)
- Agent Orange (1989)
- Better Off Dead (1990)
- Tapping the Vein (1992)
- Get What You Deserve (1994)
- Masquerade in Blood (1995)
- 'Til Death Do Us Unite (1997)
- Code Red (1999)
- M-16 (2001)
- Sodom (2006)
- The Final Sign of Evil (2007)
- In War and Pieces (2010)
- Epitome of Torture (2013)
- Decision Day (2016)
- Genesis XIX (2020)